# Emilio Esteban
Emilio Esteban González, alias Boby Esteban (Cartagena (Murcia) 31 de diciembre de 1948 - Elche, provincia de Alicante, España, 17 de septiembre de 2008), fue un futbolista español. Jugó de guardameta, y destacó como jugador del Elche CF en la década de los setenta, además también fue entrenador e integrante de la secretaría técnica del club ilicitano, falleció a los 59 años víctima de una larga enfermedad.